# Eine Liebe von Swann (Film)
Eine Liebe von Swann (Originaltitel: Un amour de Swann) ist eine französisch-deutsche Verfilmung des gleichnamigen Kapitels aus Marcel Prousts Roman Auf der Suche nach der verlorenen Zeit durch Regisseur Volker Schlöndorff aus dem Jahr 1984.

## Handlung
Der kunstsinnige Lebemann Charles Swann verkehrt um 1885 in den höchsten Kreisen von Paris. Er ist einer der wenigen konvertierten Juden, die in die höhere französische Gesellschaft aufgenommen wurden. Bei einem Theaterbesuch lernt er die Halbweltdame Odette de Crécy kennen. Anfangs findet er sie nicht sonderlich attraktiv. Bei einer gemeinsamen Kutschfahrt kommen sie sich jedoch näher und verbringen daraufhin ihre erste gemeinsame Nacht.
Die Affäre der beiden spricht sich in den höheren Kreisen schnell herum. Sein Ruf bedeutet Swann allerdings nur noch wenig. Alles, was für ihn noch zählt, ist seine Liebe zu Odette. Doch je mehr Leidenschaft Swann für Odette empfindet, desto mehr scheint sie das Interesse an ihm zu verlieren, zumal er eine krankhafte Eifersucht entwickelt und jeden Mann verdächtigt, ihr nachzustellen.
Eines Tages erhält Swann durch einen anonymen Brief Hinweise darauf, dass sich Odette nicht nur mit Männern, sondern auch mit Frauen getroffen hat. Odette gesteht dem zunehmend besitzergreifenden Charles, lesbische Affären gehabt zu haben. Obwohl Swann versucht, sich emotional von Odette zu lösen und seine Gefühle für sie zu verdrängen, kommt er nicht von ihr los. Entgegen den Ratschlägen seines Freundes Baron de Charlus beschließt Swann, Odette zu heiraten. Sie bekommen eine Tochter, die er jedoch aufgrund der Vergangenheit von Odette nicht in die höhere Gesellschaft einführen kann.

## Hintergrund

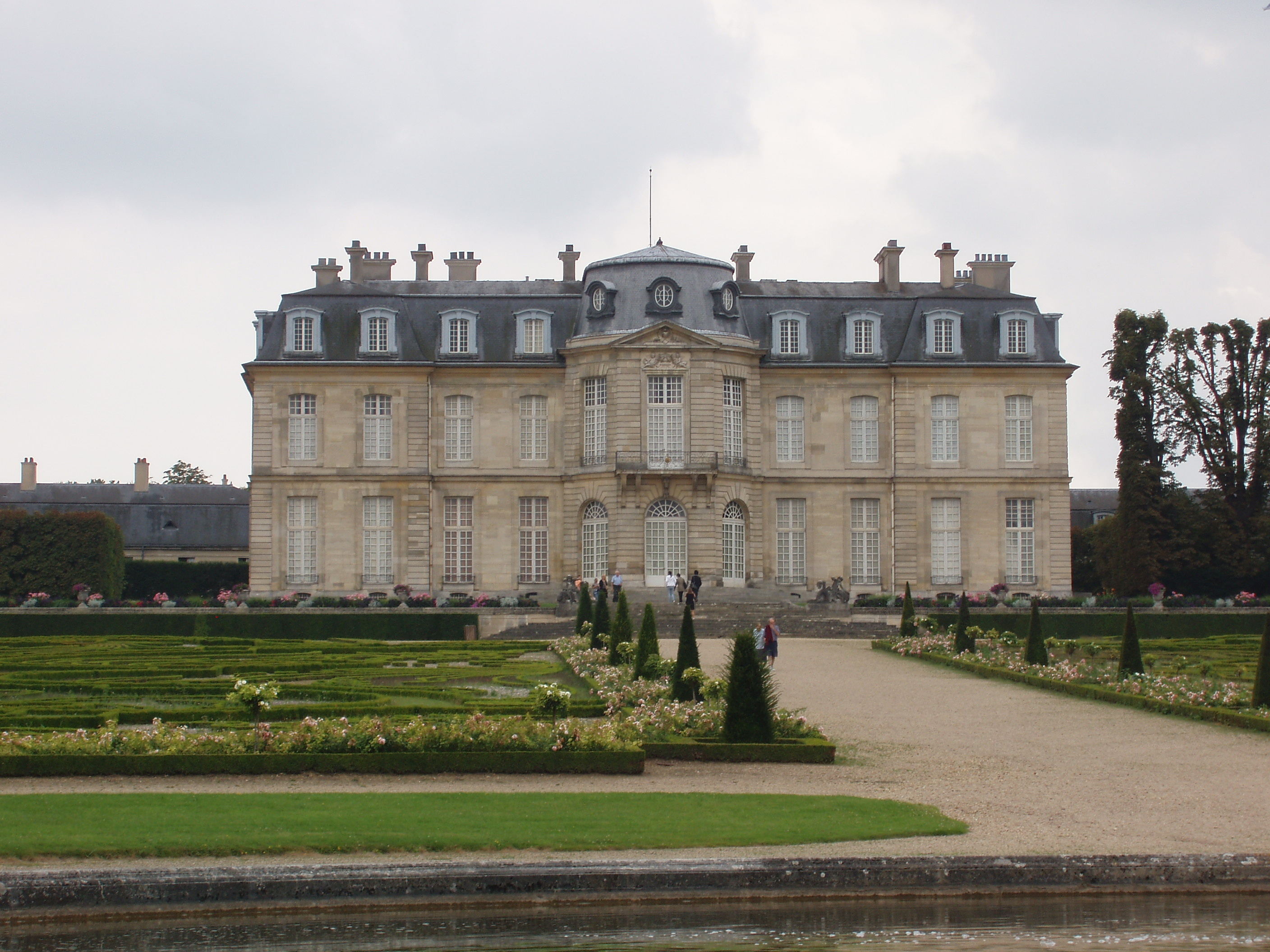
Schloss Champs-sur-Marne, ein Drehort des Films

Die gleichnamige literarische Vorlage bildet als Kapitel den Mittelteil des ersten Bandes von Marcel Prousts Hauptwerk Auf der Suche nach der verlorenen Zeit. Regisseur Volker Schlöndorff entdeckte Prousts Eine Liebe von Swann bereits in seiner Jugend: „Ich muss sechzehn oder siebzehn gewesen sein, […] Ich verschlang Un amour de Swann an einem Wochenende […]. Drei Welten erschloss mir Proust: die französische Sprache, die dazugehörige Gesellschaft und die unbekannten Regionen der Liebe und der Eifersucht.“ Als ihm die Verfilmung von Eine Liebe von Swann angeboten worden sei, habe er sofort zugesagt. „Ich sah die Bilder vor mir: ein Mann irrt nachts über die Boulevards, von Lokal zu Lokal, in fieberhaftem Rausch, auf der Suche nach einer Frau, die sich ihm immer wieder entzieht. Er klopft spät in der Nacht an ein Fenster, das nicht ihres ist. Er stellt sie eines Nachmittags zu einem langen Verhör, er quält sie mit seiner Eifersucht und genießt seine eigenen Leiden. Odette und Paris: eine Frau, überlebensgroß, und eine Stadt, Inbegriff aller Städte sowie der Mann, der beide zu besitzen sucht, das ist für mich Eine Liebe von Swann.“
Die Mitwirkung Alain Delons in der Rolle des Barons Charlus soll eine Bedingung der Produktionsfirma Gaumont gewesen sein, die mit 70 Prozent an dem insgesamt acht Millionen D-Mark teuren Film beteiligt war. Für die musikalische Matinee der Herzogin von Guermantes ließ Schlöndorff als Darsteller der Festgäste zahlreiche Adlige als Statisten engagieren; für das Casting war Marie-Christine d’Aragon, eine Autorin historischer Biographien, zuständig.
Der Film wurde am 23. Februar 1984 in der französischen Hauptstadt Paris uraufgeführt. In der Bundesrepublik Deutschland feierte Eine Liebe von Swann am 23. März 1984 seine Premiere gleichzeitig in München sowie in Frankfurt am Main. In der Bundesrepublik Deutschland wurden für den Film 255.212 Kinotickets verkauft. 2008 wurde der Film zusammen mit einem Interview mit Volker Schlöndorff auf DVD veröffentlicht. Die deutschsprachige TV-Premiere erfolgte am 23. Mai 1989 bei DFF 1.

## Rezeption

### Kritiken
Das Lexikon des internationalen Films fand, dass Schlöndorffs Verfilmung von Prousts Roman „nur Teilbereiche von dessen komplexer Gefühlswelt erfaßt, diese aber meist atmosphärisch stimmig einfängt“. Der Film sei weitgehend „detailsicher inszeniert“ und zudem „in Ausstattung, Kameraarbeit und Musikeinsatz eindrucksvoll“. Das Urteil der Filmzeitschrift Cinema lautete: „Hat spröden Charme, aber gute Bilder.“
Für Prisma handelte es sich um eine „aufwändige Verfilmung“, die jedoch „reichlich schwülstig“ geraten sei und in der „Jeremy Irons […] ein wenig an Ornella Muti rumfummeln [darf]“. Der Filmkritiker Roger Ebert lobte in der Chicago Sun-Times vor allem Jeremy Irons. Er sei  „perfekt als Charles Swann – blass, tiefgründig, fieberkrank durch Leidenschaft“.

### Auszeichnungen
Eine Liebe von Swann wurde 1985 mit zwei Césars in den Kategorien Beste Kostüme (Yvonne Sassinot de Nesle) und Bestes Szenenbild (Jacques Saulnier) prämiert. Zudem erhielt der Film im selben Jahr zwei Nominierungen für den BAFTA Film Award in den Kategorien Beste Kostüme und Bester nicht-englischsprachiger Film. Die Jury der Deutschen Film- und Medienbewertung verlieh dem Film das Prädikat „wertvoll“.

## Deutsche Fassung
Die deutsche Synchronfassung entstand nach dem Dialogbuch von Florian Hopf, der auch die Dialogregie führte.
| Rolle                  | Darsteller               | Synchronsprecher     |
| ---------------------- | ------------------------ | -------------------- |
| Charles Swann          | Jeremy Irons             | Joachim Bißmeier     |
| Odette de Crécy        | Ornella Muti             | Helga Anders         |
| Baron de Charlus       | Alain Delon              | Hans-Michael Rehberg |
| Duchesse de Guermantes | Fanny Ardant             | Viktoria Brams       |
| Madame Verdurin        | Marie-Christine Barrault | Cornelia Froboess    |
| Messieur Bisch         | Roland Topor             | Michael Habeck       |
| Swanns Diener          | Marc Arian               | Kurt Zips            |